# Arcispedale Sant'Anna di Ferrara
L'Azienda Ospedaliero-Universitaria di Ferrara "Arcispedale Sant'Anna", o più semplicemente Ospedale di Ferrara o Arcispedale Sant'Anna di Ferrara, è il più grande e importante nosocomio di Ferrara e della sua provincia, nonché uno dei principali e maggiori policlinici dell'Emilia-Romagna.
La sede dell'ospedale dal maggio 2012 si trova a Cona, frazione di Ferrara, dove è stato trasferito in un'unica struttura. Fa parte del Servizio sanitario dell'Emilia-Romagna ed è di proprietà della regione stessa. L'ospedale, pur essendo un ente aziendale separato e autonomo sia da un punto di vista amministrativo sia finanziario, è fortemente integrato con l'Università degli Studi di Ferrara (Facoltà di Medicina e Chirurgia) e collabora paritariamente in vari ambiti con l'AUSL di Ferrara.

## Storia

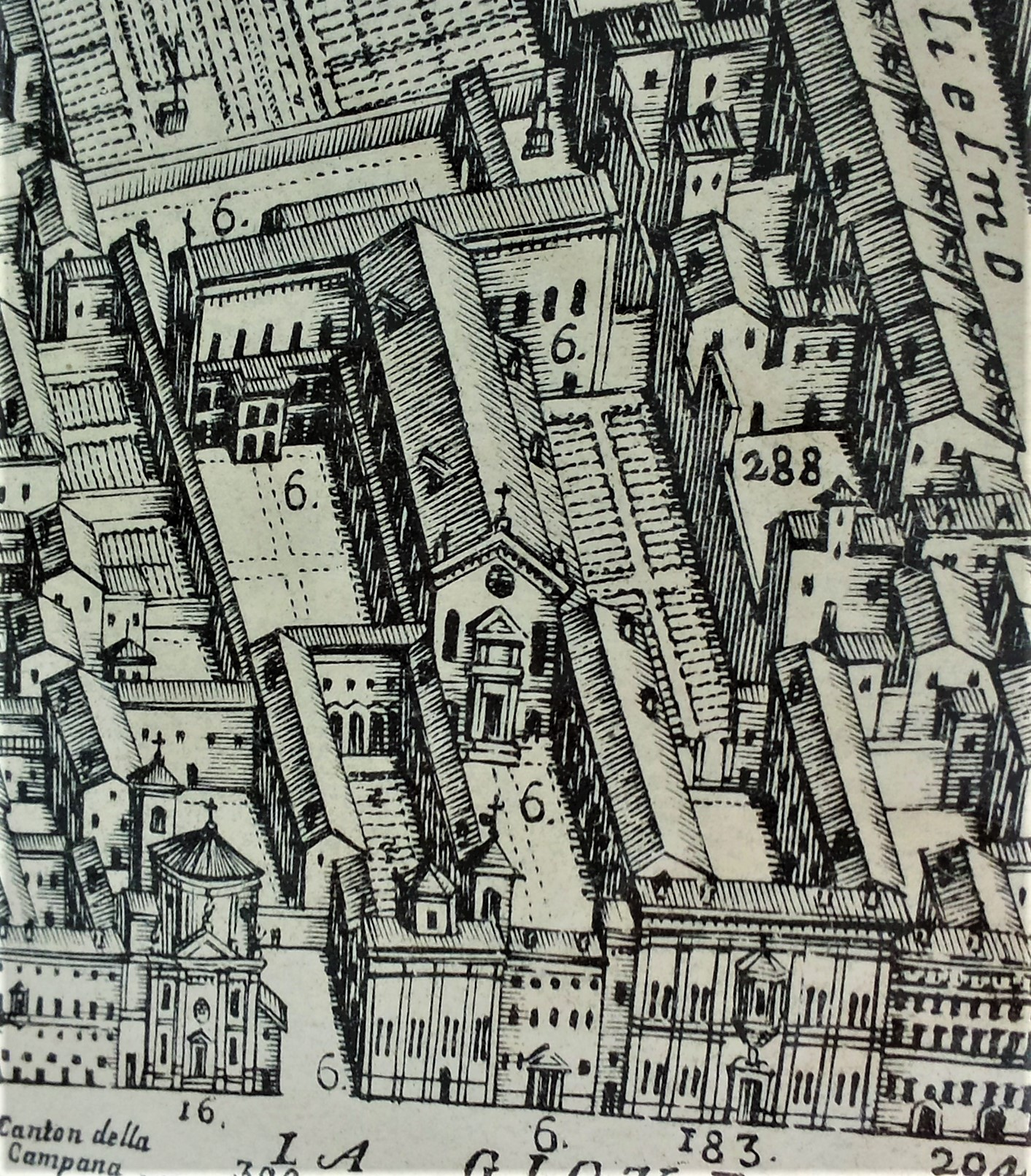
L'area della prima sede dell'Ospedale Sant'Anna in una stampa di Andrea Bolzoni del 1747

### Fondazione
Giovanni Tavelli da Tossignano, vescovo di Ferrara dal 1431 al 1446, diede inizio alla costruzione dell'ospedale nel 1443 utilizzando la chiesa di Sant'Anna e il suo chiostro. Nel 1445 la struttura fu pronta e la affidò alla città pochi mesi prima di morire. Giovanni Tavelli, che era entrato giovanissimo nell'ordine minore dei Gesuiti, col 1426 divenne priore a Ferrara e qui vi fece costruire la chiesa di San Gerolamo dove sono conservate le sue spoglie. Vescovo dal 1431 iniziò a visitare tutta la sua diocesi per arrivare infine alla convinzione della necessità di un nuovo ospedale per la città estense.
L'8 ottobre 1440 la bolla pontificia di papa Eugenio IV, su richiesta dei marchesi Niccolò III d'Este e Leonello d'Este, autorizzò la costruzione, e la corte estense diede l'incaricò al vescovo Tavelli.
Tavelli cercò una zona piuttosto periferica e dotata di ampi spazi che potessero ospitare la grande struttura ospedaliera che aveva pensato, immaginando anche i futuri allargamenti dei fabbricati ad essa annessi. Tale luogo fu individuato a nord della città medioevale vicino all'allora Porta dei Leoni, a breve distanza dal Castello Estense. In quest'area stava un antico monastero di frati agostiniani provenienti dall'Armenia. Questi frati gestivano un convento fondato dai francescani e costruito nel 1304 al quale era legato un oratorio dedicato a Sant'Anna.
Dopo qualche anno di forte fervore religioso e di opere di bene il monastero arrivò al collasso a causa anche di comportamenti poco consoni manifestati da alcuni frati. Il vescovo Tavelli approfittò della scomoda reputazione e della angusta posizione nella quale si erano collocati i frati per decretare la soppressione dell'ordine religioso al fine di insediarvi il nuovo ospedale.

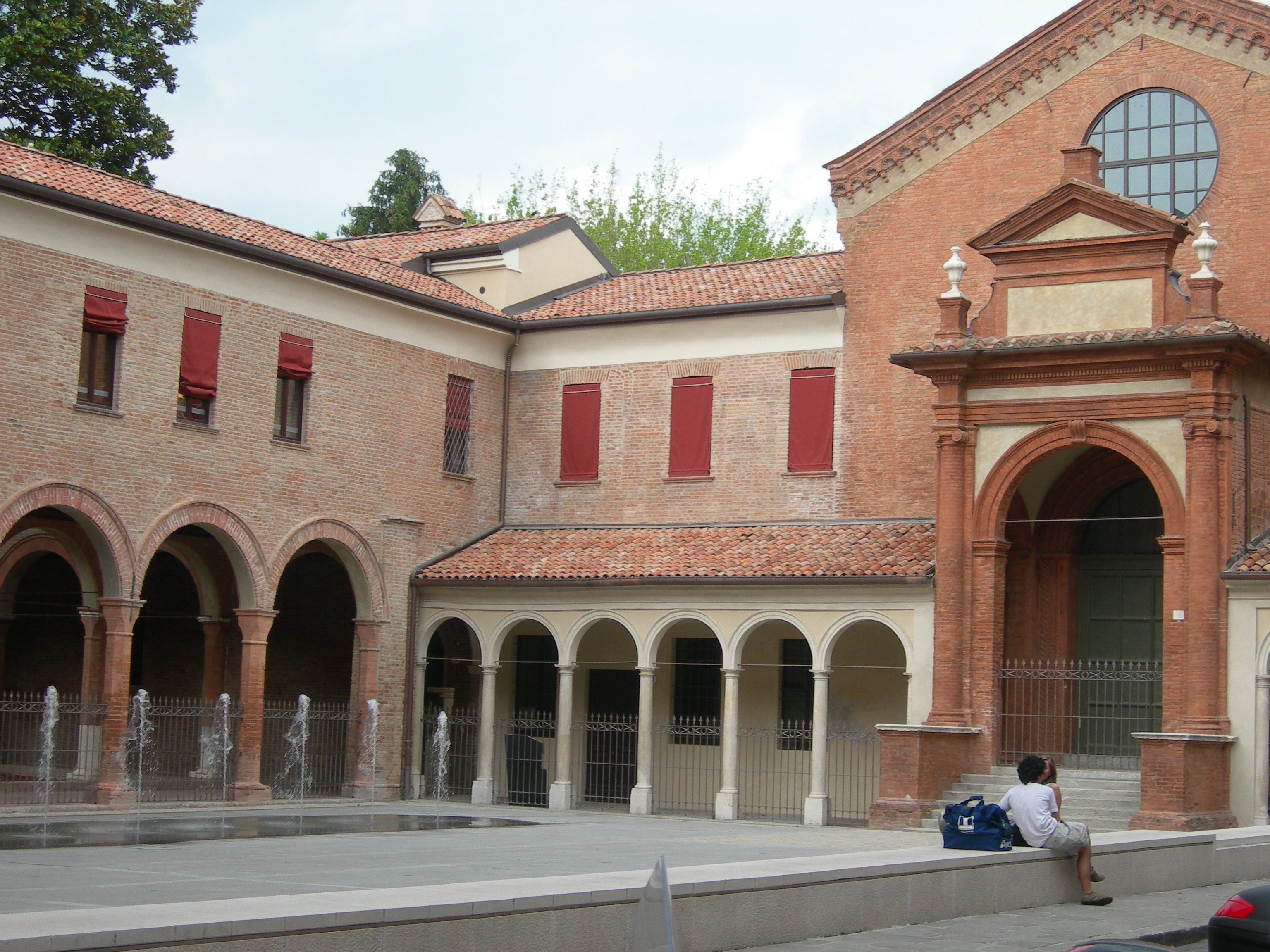
L'oratorio di Sant'Anna in tempi recenti. Fu la prima sede dell'Arcispedale

Dal 1445, anno in cui l'ospedale venne consegnato alla città, il Sant'Anna divenne con il passare del tempo sempre più importante fino a rappresentare meta obbligatoria non solo degli ammalati, dei mendicanti, degli infermi e dei poveri ma anche dei semplici viandanti o dei passeggeri.

### Dal XVI secolo
Dal 1579 al 1586 venne rinchiuso come pazzo nell'ospedale Torquato Tasso, per ordine di Alfonso II d'Este, duca di Ferrara. Al Poeta è dedicata la Cella del Tasso. Gli ambienti del nosocomio si dotarono di tutte le apparecchiature e del personale competente fino a divenire un completo ospedale cittadino e per la sua importanza venne prima chiamato Magnum, ad indicare le sue grandi dimensioni, ed in seguito definito Arcispedale, titolo che lo contraddistingue ancora oggi. La Facoltà di Medicina era già presente nella Ferrara rinascimentale e grazie alla costruzione dell'ospedale vi si poté insediare aprendo così i corsi di Medicina e Chirurgia dell'Università degli Studi di Ferrara.

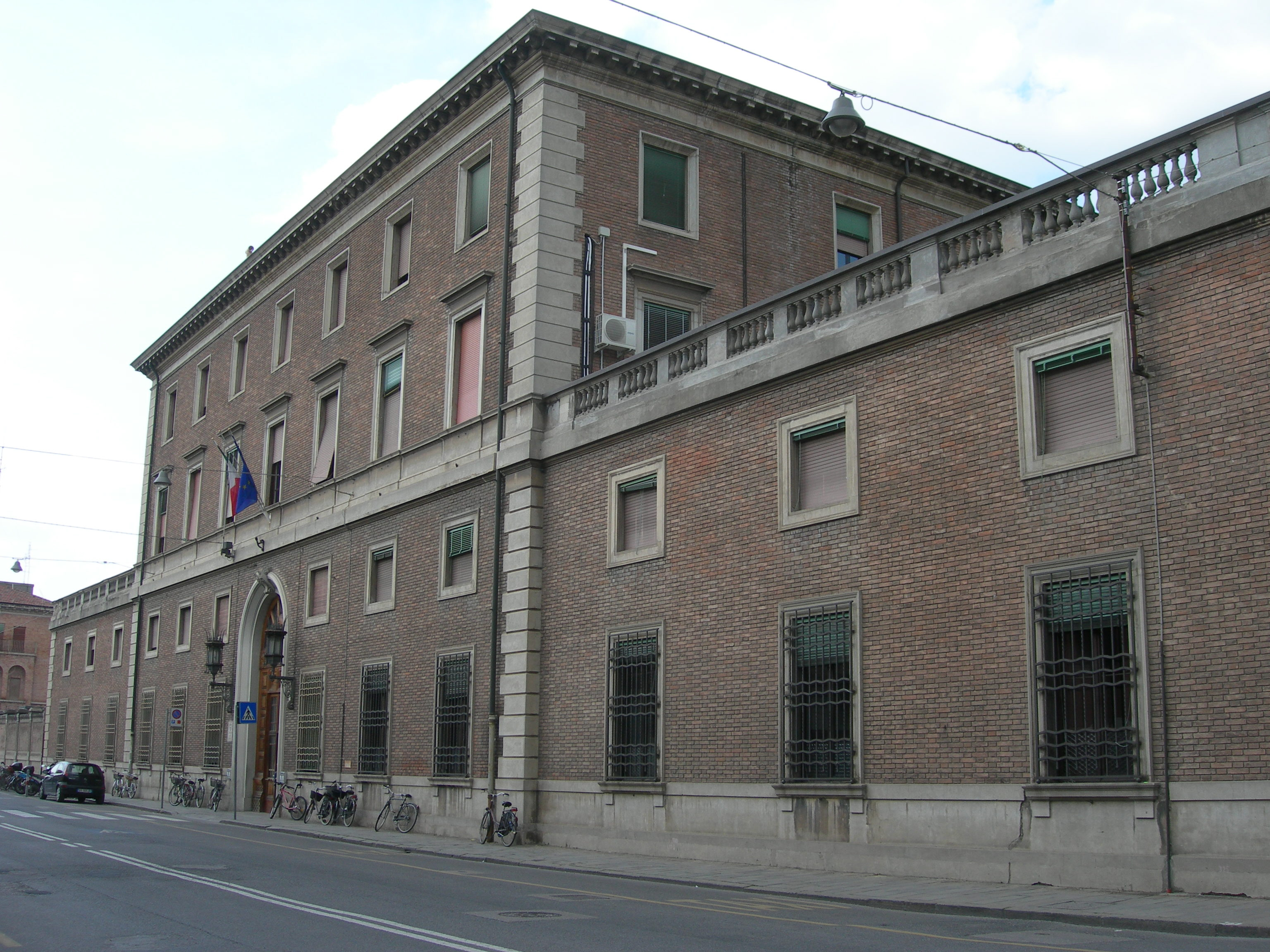
La ex sede dell'Arcispedale in Corso Giovecca, prima del trasferimento a Cona

### XX secolo
In età contemporanea, nel 1927, il Sant'Anna venne trasferito in una nuova sede progettata dall'ingegnere Filippo Galassi in Corso Giovecca. L'antica sede dell'Arcispedale e dell'oratorio è in parte ancora presente, situata a Ferrara in Piazzetta Sant'Anna, di recente riqualificata e ristrutturata. Gli edifici che costituivano il nosocomio vennero tutti demoliti per fare spazio ad una nuova area che venne destinata a costruzioni moderne. Tale incarico fu affidato all'ingegnere ferrarese Carlo Savonuzzi il quale riqualificò l'area tramite la costruzione di importanti edifici in stile razionalista quali il Museo di storia naturale, la Scuola elementare Alda Costa, il Complesso Boldini e il Conservatorio Girolamo Frescobaldi.

### Nuovo ospedale di Cona

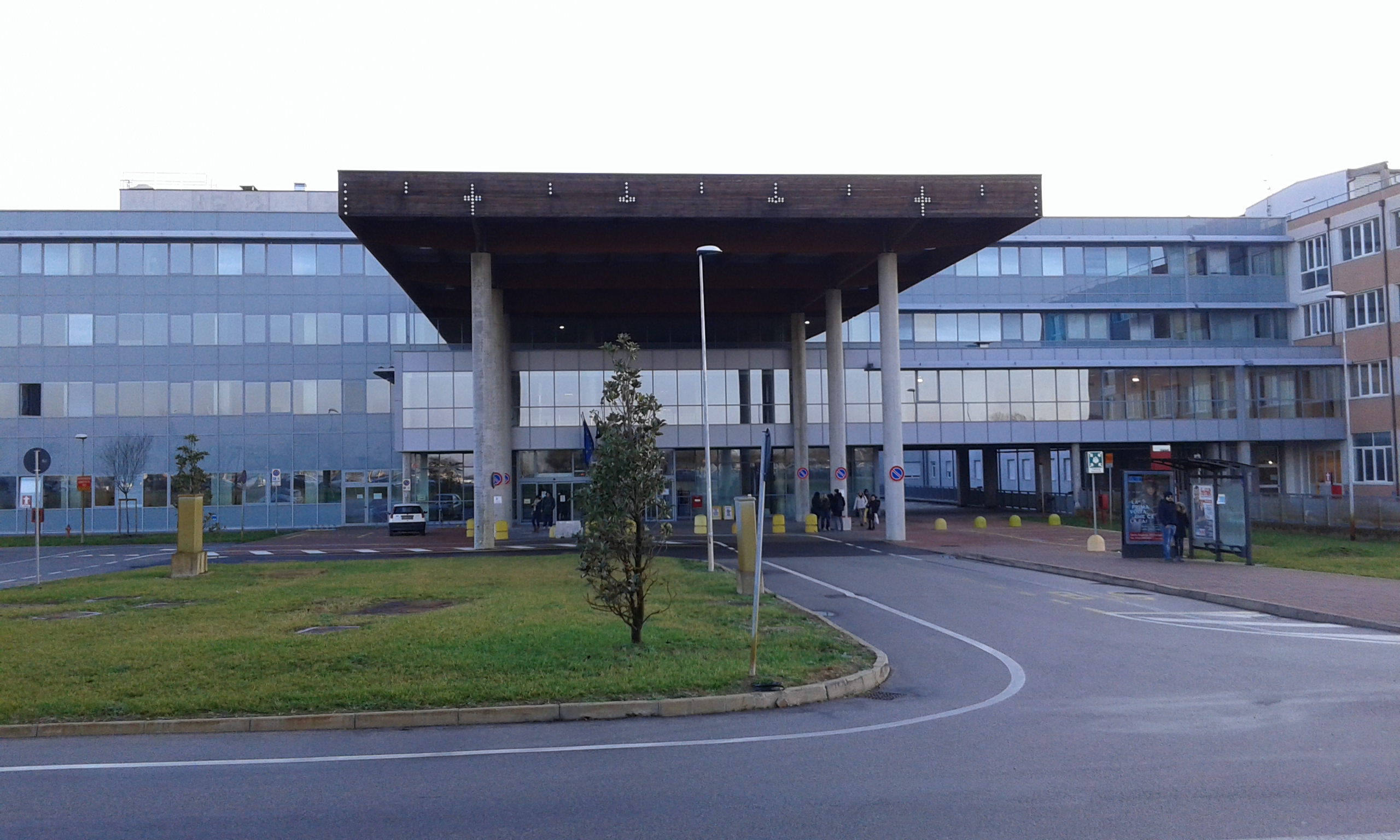
Uno degli ingressi del nuovo ospedale di Cona

Verso la fine degli anni ottanta si sentì l'esigenza di disporre per la città di nuove strutture ospedaliere capaci di garantire ed offrire servizi sanitari adeguati alle necessità moderne. Nel 1988 furono proposte due soluzioni: ristrutturazione della sede del Sant'Anna in corso della Giovecca oppure costruzione di un nuovo ospedale che fungesse da supporto a quello già esistente. Il Ministero del lavoro, della salute e delle politiche sociali bocciò l'idea della ristrutturazione del vecchio Sant'Anna e optò per il finanziamento alla costruzione di un nuovo ospedale.
Il Comune di Ferrara individuò l'area del nuovo ospedale a Cona, partì la gara d'appalto per l'aggiudicazione dei lavori e il cantiere venne aperto il 21 aprile 1995 con il rilascio della concessione edilizia e gli espropri dei terreni operati dal Comune. L'11 maggio 1996 vi fu la consegna del progetto del primo stralcio il cui primo lotto prevedeva la realizzazione della struttura sanitaria a supporto del già presente Sant'Anna. A giugno del 1998 terminarono i lavori del primo stralcio del progetto del Cona 1 ma contestualmente avanzò l'idea di un Grande Cona quindi non più di una semplice struttura a sostegno del vecchio Sant'Anna ma di nuovo ospedale completo, destinato a sostituire quello già presente.

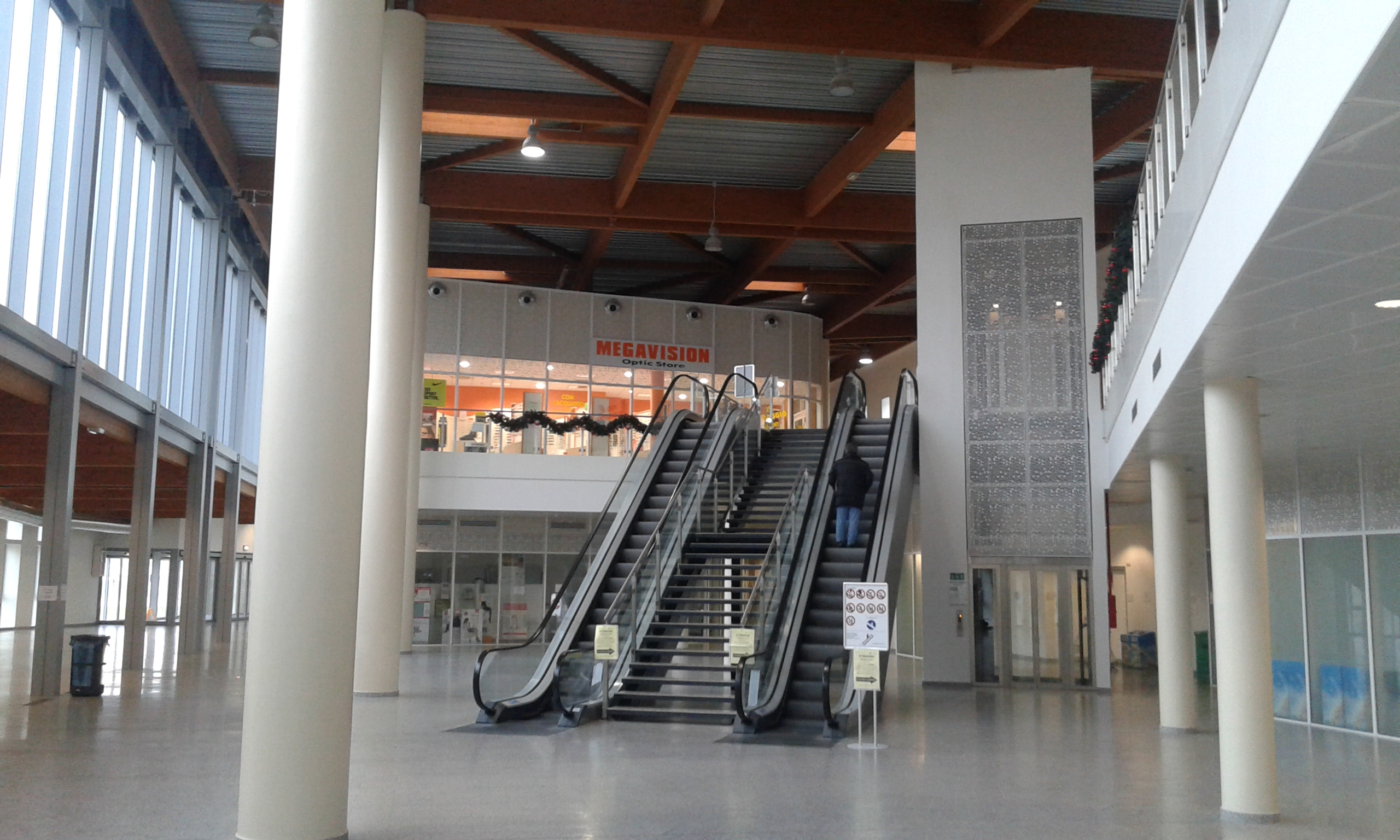
L'atrio principale del nuovo ospedale

Dal 1999 si lavorò alla creazione del progetto di Cona 2 ovvero al maxipolo ospedaliero. Nel frattempo divennero evidenti i ritardi nei lavori del secondo stralcio di Cona 1 per mancanza di finanziamenti.
Dopo anni di ritardi dovuti alla difficoltà di reperire i fondi necessari nel 2003 l'azienda aggiudicataria dell'appalto fallì, creando nuove difficoltà. Intanto avanzavano i lavori sul progetto di Cona 2 e rimase in sospeso la situazione di Cona 1. Il 6 novembre 2006, dopo aver individuato un nuovo finanziatore, poté essere riaperto il cantiere puntando su Cona 2. Il Comune di Ferrara rilasciò i permessi, i lavori ripresero il 5 dicembre dello stesso anno e il primo paziente venne trasferito dall'ormai ex Sant'Anna di corso Giovecca al nuovo Sant'Anna di Cona l'8 maggio del 2012.
Nel mese di settembre 2016 presero il via i lavori per accogliere le Unità Operative di Medicina Riabilitativa e Gravi Cerebrolesioni del Dipartimento di Neuroscienze e Riabilitazione "Ospedale San Giorgio", cominciando così il trasferimento del San Giorgio stesso a Cona e riunire in un solo centro tutte le unità mediche della città di Ferrara prima dislocate in più sedi. Alcuni reparti, come la genetica medica, restano nel vecchio Sant'Anna di corso Giovecca divenuto un centro polivalente e amministrativo gestito in parità con la AUSL di Ferrara e rinominato "Cittadella della salute San Rocco".

#### Area scelta per il nuovo ospedale
La natura del terreno su cui sorge la struttura ospedaliera di Cona e che quindi fu oggetto di critiche, era acquitrinosa e conosciuta localmente come Valle o Macero della morte, per via della depressione naturale del sito rispetto al livello medio del suolo circostante e della sua natura umida e paludosa, caratteristiche assai diffuse nel ferrarese. La zona in origine era prevalentemente adibita a maceri o lasciata a palude. Il suolo di quest'area presenta la falda acquifera a circa 1,5 m di profondità e per garantire la tenuta contro l’allagamento dei piani sotterranei del nuovo ospedale sono stati eseguiti interventi di stagnazione delle stanze e si è resa necessaria la presenza di idrovore e pompe attive 24 ore su 24 che mantengano artificialmente basso il livello dell’acqua.

## Strutture sanitarie provinciali
In provincia di Ferrara sono presenti 4 importanti nosocomi pubblici e due strutture private accreditate. L'ospedale di Cona è l'Hub, ed hai il ruolo di capofila, di centro di eccellenza regionale.
Gli altri tre sono situati a Lagosanto, Argenta e Cento ed hanno il ruolo di Spoke, cioè di centri periferici, di supporto:
- Ospedale del Delta di Lagosanto, con 20 tra reparti e poliambulatori;
- Ospedale Mazzolani – Vandini di Argenta, con 13 tra reparti e poliambulatori;
- Ospedale Santissima Annunziata di Cento, con 13 tra reparti e poliambulatori.

## Servizi e reparti

### Ricoveri
Secondo i dati del 2024, vi è stata una diminuzione dei posti letto disponibili all'Ospedale di Cona rispetto agli anni 2000 e 2010. In totale, la struttura dispone attualmente di 633 posti letto totali, dei quali 586 per la degenza ordinaria, 19 per il day hospital e 28 per la day sugery.
Nel 2008, l'apparato organizzativo dell'Arcispedale Sant'Anna era composto dal personale del comparto sanitario che contava 1.358 addetti, 343 dirigenti medici, 59 tra personale amministrativo, dirigenti sanitari e personale universitario, 402 addetti all'apparato tecnico e 185 per quello amministrativo. Erano presenti 742 posti letto ordinari più 148 dedicati al day hospital.
L'anno prima, nel 2007, si è calcolato vi fossero 748 posti letto ordinari e 128 posti letto per day hospital per un totale di 876 posti letto. Vi sono stati mediamente 727 posti letto occupati, 27.460 dimissioni, 223.212 giornate di degenza e 75,2 ricoveri al giorno. Per il day hospital vi sono state 12.631 dimissioni, 71.953 giornate di degenza e 50,5 ricoveri al giorno..

### Servizi
Alcuni dei servizi presenti nell'ospedale sono un punto ristoro, foresteria per l'alloggio notturno di familiari e assistenti ai ricoverati, edicola, bar, parafarmacia, banca, una piccola chiesa cattolica ed una sala - denominata "stanza del silenzio" - per tutti gli altri culti che non siano quello Cattolico. Il reparto di chirurgia pediatrica dispone di docenti e di un'apposita sala munita di strumenti informatici predisposta per servizio di "scuola in ospedale", oltre che di una stanza con giochi e una piccola biblioteca. Per l'utente sono presenti numerose macchine incassatrici per il pagamento del ticket e apparecchi elettronici (denominati "Totem") per l'accettazione ambulatoriale. L'ospedale è servito inoltre da numerose serie di parcheggi, un punto informazioni e ufficio relazioni con il pubblico all'ingresso 1, il centro servizi all'ingresso 2 e una nuova cartellonistica interna per facilitare l'orientamento.
L'Arcispedale Sant'Anna è ubicato a Cona (frazione di Ferrara) in via Aldo Moro 8 ed è raggiungibile tramite autobus (linea 6), treno TPER (linea Ferrara-Codigoro) e autostrada (uscita Ferrara sud dell’A13 Bologna-Padova). In futuro è previsto anche un collegamento tramite la nuova metropolitana di superficie attualmente in fase di realizzazione.

### Reparti
Sono qui riportati i diversi reparti ospedalieri nonché le unità operative e i dipartimenti.
- Anatomia patologica
- Anestesia e rianimazione
- Audiologia
- Cardiologia
- Chirurgia cranio e maxillo-facciale
- Chirurgia generale
- Chirurgia pediatrica
- Chirurgia plastica
- Chirurgia vascolare
- Clinica chirurgica
- Clinica medica
- Dermatologia
- Diabetologia
- Dietologia
- Direzione medica
- Ematologia
- Endocrinologia
- Farmacia ospedaliera
- Farmacologia clinica
- Fisica sanitaria
- Fisiopatologia respiratoria
- Gastroenterologia
- Genetica medica
- Geriatria
- Ginecologia
- Immunoematologia trasfusionale
- Ingegneria clinica
- Laboratorio analisi chimiche e microbiologia
- Malattie infettive ospedaliera
- Malattie infettive universitaria
- Medicina interna ospedaliera
- Medicina interna universitaria
- Medicina del lavoro
- Medicina legale e delle Assicurazioni Sociali
- Medicina nucleare
- Medicina riabilitativa
- Ecografia interventiva
- Emodinamica provinciale
- Analisi del movimento
- Attività ambulatoriale di riabilitazione
- Medicina ad alta rotazione
- Neurologia
- Neurofisiologia
- Neuropsicologia riabilitativa, Psicologia clinica generale, geriatrica e di comunità
- Riabilitazione cardiologica
- Nefrologia
- Neonatologia e terapia intensiva neonatale
- Neurochirurgia
- Neurochirurgia e clinica neurologica
- Neuroradiologia
- Oculistica
- Oculistica
- Odontoiatria
- Oncologia clinica
- Ortopedia
- Ostetricia e Ginecologia
- Otorinolaringoiatria
- Pediatria ospedaliera
- Pediatria universitaria
- Pneumologia
- Pronto soccorso, Medicina d'urgenza e Centrale Operativa 118
- Psichiatria
- Radiologia ospedaliera
- Radiologia universitaria
- Radioterapia oncologica
- Reumatologia
- Unità gravi cerebrolesioni
- Urologia

## Trasporti
L'ospedale è servito dalla linea 6 dell'Autobus (TPER) e dalla stazione di Cona Ospedale della ferrovia Ferrara-Codigoro. La struttura è inoltre coperta dal servizio di car sharing Corrente e taxi.

## Nella cultura di massa
Le fasi preparatorie all'apertura della nuova sede dell'ospedale ferrarese divennero oggetto di servizi in alcune puntate della trasmissione Striscia la notizia di Mediaset. Vi furono ritardi e modifiche progettuali anche in corso d'opera, difficoltà a livello finanziario
e la struttura, inizialmente progettata per essere solamente un supporto al vecchio Sant'Anna di corso della Giovecca venne rivista a più riprese sino a diventare in un vero e proprio nuovo polo ospedaliero completo. Lo stesso personale aziendale venne coinvolto in molte fasi, e la nuova struttura venne criticata anche per la disposizione logistica dei reparti e degli ambulatori, ritenuti difficoltosi a livello di orientamento, anche per i visitatori ed i pazienti. Le trasmissioni sulla rete nazionale furono realizzate nel 2015 ed evidenziarono le criticità relative alla cartellonistica interna ed alle scelte in fase di progetto.. L'intervento del programma Mediaset ebbe come effetto la riorganizzazione generale sia delle denominazioni sia della segnaletica interna. Gia in tempi precedenti numerosi servizi del programma di Antonio Ricci si erano interessati di altri aspetti controversi della nuova struttura di Cona.